# ユダヤ・マラヤラム語
ユダヤ・マラヤラム語（Judeo-Malayalam）とは、南部インドのケララに住むコーチン・ユダヤ人（別名マラバル・ユダヤ人）の言語。話者はイスラエルに8000人、インドに100人未満と見積もられている。
この言語は、ドラヴィダ諸語の中で唯一のユダヤ語である。テルグ語もまたテルグ・ユダヤ人（別名ベネ・エフライム）に少数の話者を持つが、こちらはユダヤ人だけの言語ではない。
ユダヤ・マラヤラム語は、文法や構文において通常のマラヤラム語とほとんど差異がないので、多くの言語学者からは独自の一言語と見なされておらず、マラヤラム語の方言か、あるいは単に正書法が異なるだけでマラヤラム語と同一の言語と考えられている。
この言語は、他の多くのユダヤ語と違ってヘブライ文字で表記しない。ヘブライ語からの借用語をマラヤラム文字で表記している点に特徴がある。
コーチンのユダヤ人コミュニティには、1492年以降、スペインから追放されたセファルディムが流れ込んだため、ユダヤ・マラヤラム語はラディーノ語の影響を受けている。また、周囲にヒンドゥー教徒が多い関係上、サンスクリットからも影響を受けている。
コーチン在住ユダヤ人の研究においては、従来、パラデシ・ユダヤ人（別名"白いユダヤ人"）と呼ばれる肌の白いセファルディムやミズラヒムばかりが注目されてきた。このため、パラデシ・ユダヤ人が流入する前のコーチン・ユダヤ人が無視されてきた関係上、ユダヤ・マラヤラム語の研究がなおざりにされてきた側面は否定できない。